# 塀 (城郭)
城郭の塀（へい）について解説する。塀とは、城を取り囲む城壁や城塁の上に建てられる壁のことである。おもに、城の攻め手による攻撃を回避するために建てられる。

## 日本

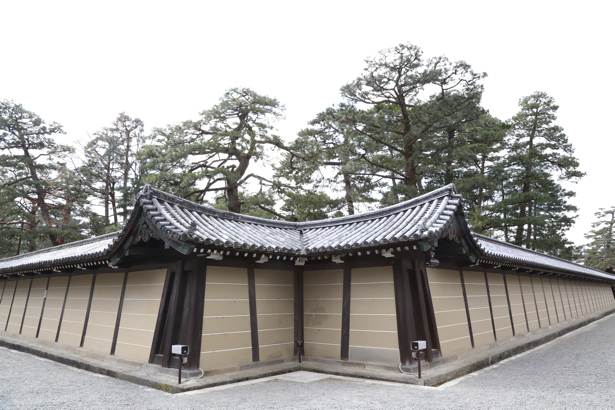
御所の築地塀（京都御所）

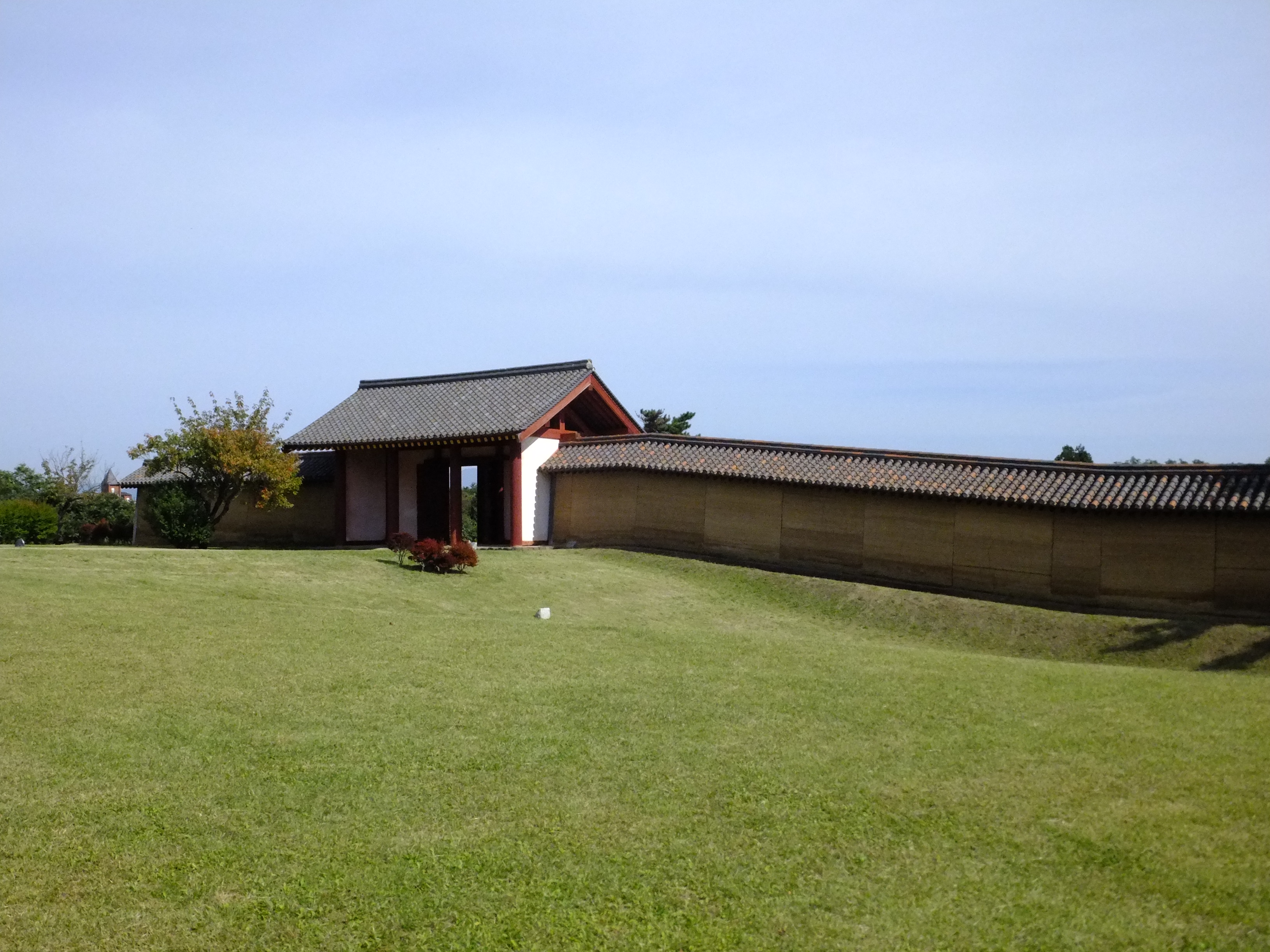
城柵の築地塀（復元・秋田城）

日本では江戸時代以前、塀を建てることを「掛ける」や「付ける」といった。日本の城の塀は、石垣や土塁の上に掛けられるものがおもである。種類としては、板塀と土塀があり、中世以降の城の塀は土塀が主流である。
古代の日本の防御施設である「城（き）」に掛けられた塀は政庁や寺院の塀としても使われていた築地塀と同じ「版築土塀」であった。版築土塀は版築板を立ててその中に土を入れて突き固めて造るものである。この土塀の造り方が近世城郭の土塀施工の基本となっている。東北地方の多賀城のような「柵（き）」では角材を隙間なく掘立てて建て並べて外郭城壁の塀としたものがあった。
中世以降はおもに土壁の塀（土塀）を掛けたり小規模な土塁が塀の代わりとなっていた。中世頃の土塀は、壁の厚さが3寸（約90ミリメートル）程度で、壁土を塗り残して外部に向かって矢を射るための穴を開けていた。これを「狭間」（さま）という。『築城記』では、山城の塀の高さは「五尺二寸バカリ」として、平城の場合は「六尺二寸」としてある。これをもとにして中世城郭遺構である逆井城跡の塀は復元してある。
戦国時代の末、安土桃山時代に鉄砲が普及すると塀も防弾性を考慮して壁の厚さが7寸（約210ミリメートル）以上にもなった。江戸時代初期の名古屋城土塀では内側にケヤキの板を張ってより防弾性を高めてある。金沢城では平瓦を張り付けたり塀の芯部に小石を詰めて強度を増した太鼓塀を構築している。
明治の廃城後、土塀は現存例が少なく、総延長では2,306.4メートルが現存する。最も長い例は熊本城の長塀で252.7メートル、ついで金沢城石川門土塀で148.1メートルある。

### 土塀
土塀には骨組みのあるものと、骨組みのないものとがある。何れも、小さな屋根を葺き、用途に応じて狭間を切る。

#### 骨組みのある土塀
木材で骨組みを造って土壁の要領で小舞（竹の格子）を編んでその上に壁土を塗る。外壁の仕上げは主柱を見せて真壁仕上げとしたり、漆喰を壁全面に塗ったり一部に下見板を張るなどの例がある。
この形状の土塀は控え柱や控え塀を伴うことが多く、独立しない。この控え柱や控え塀は臨戦時、上に足場板を渡すことで土塀の上下部での攻撃や物見が可能となる。この仮設の上部構造を「石打棚」（いしうちだな）という。

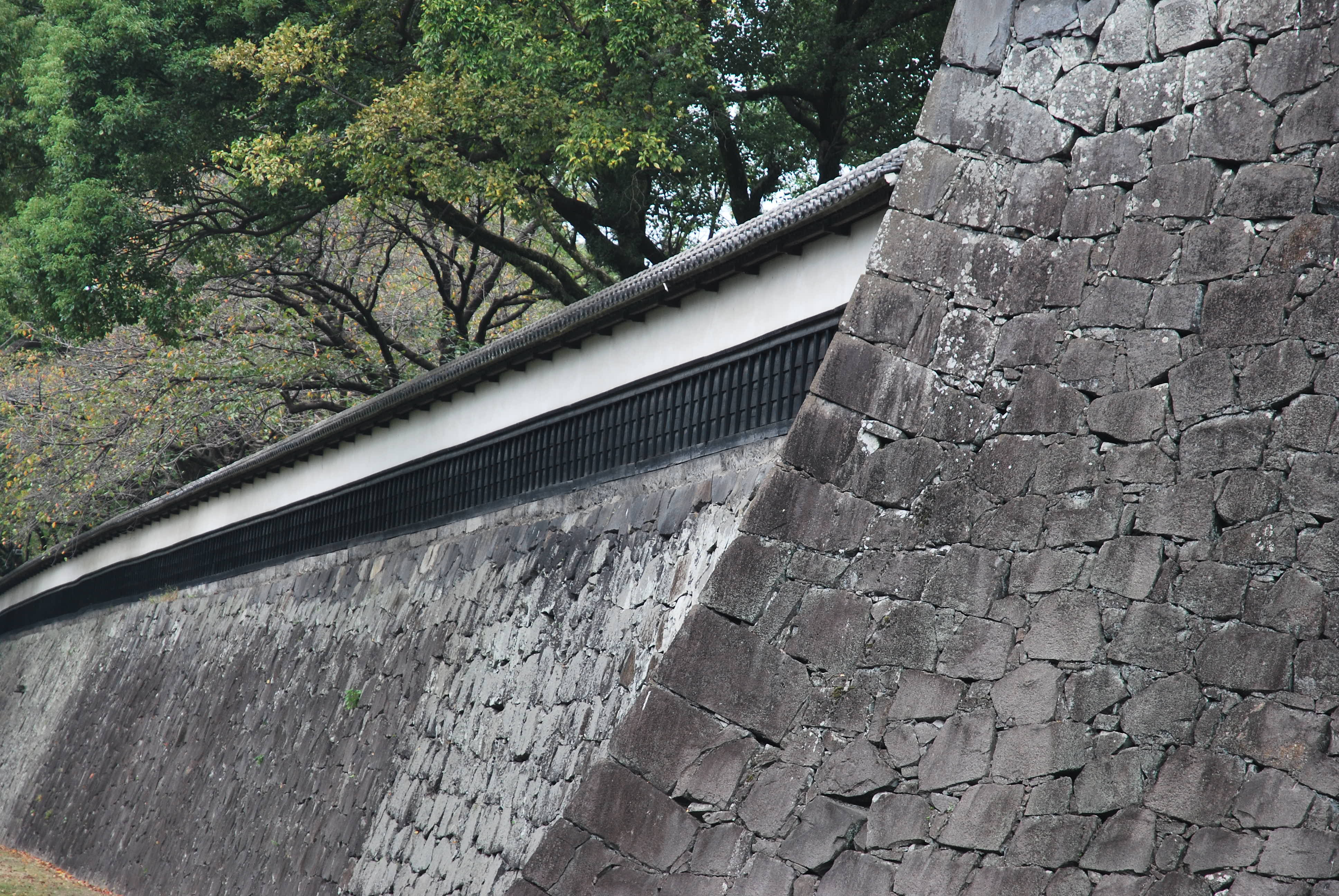
外側（熊本城長塀）
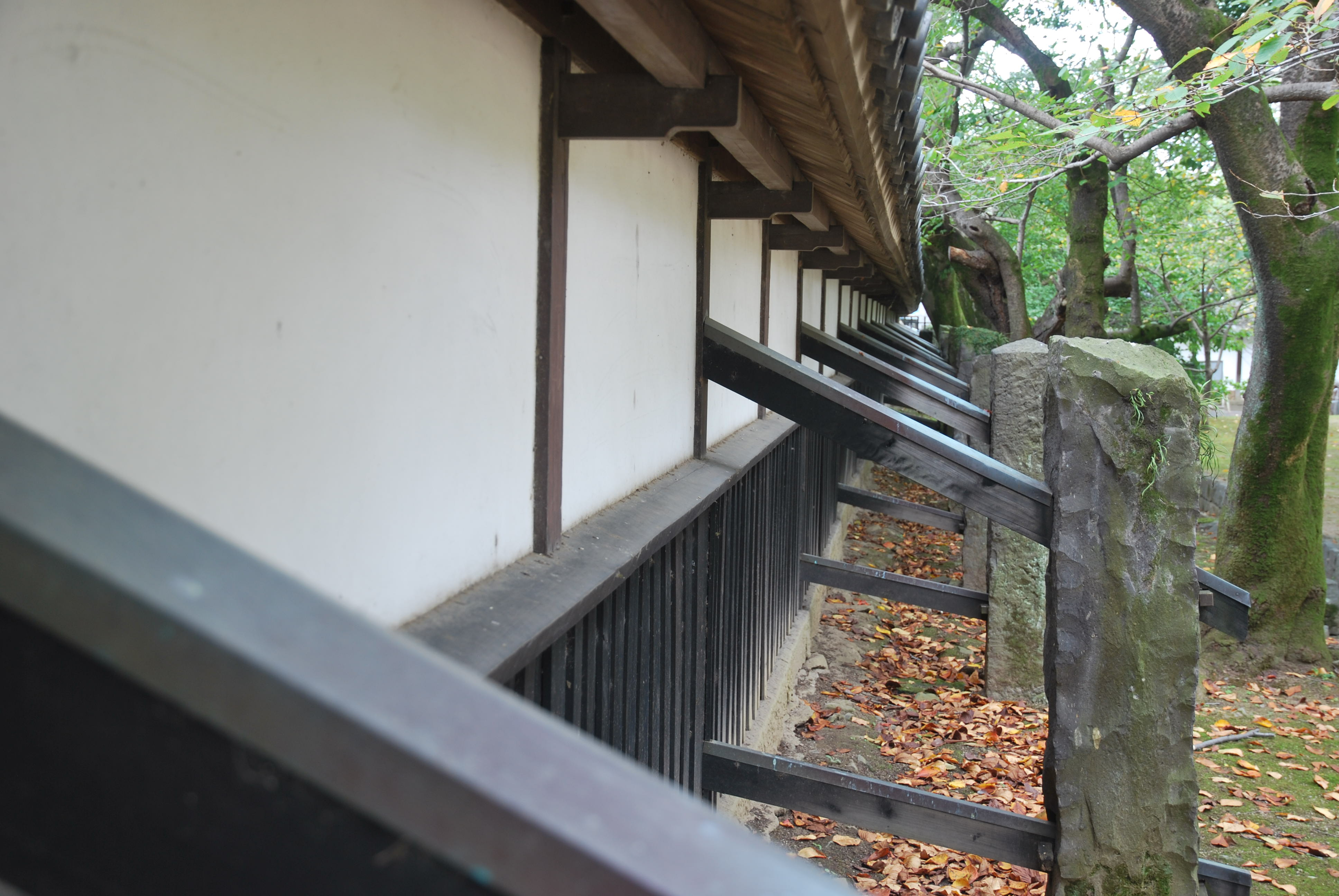
内側。控え柱が並ぶ（熊本城長塀）
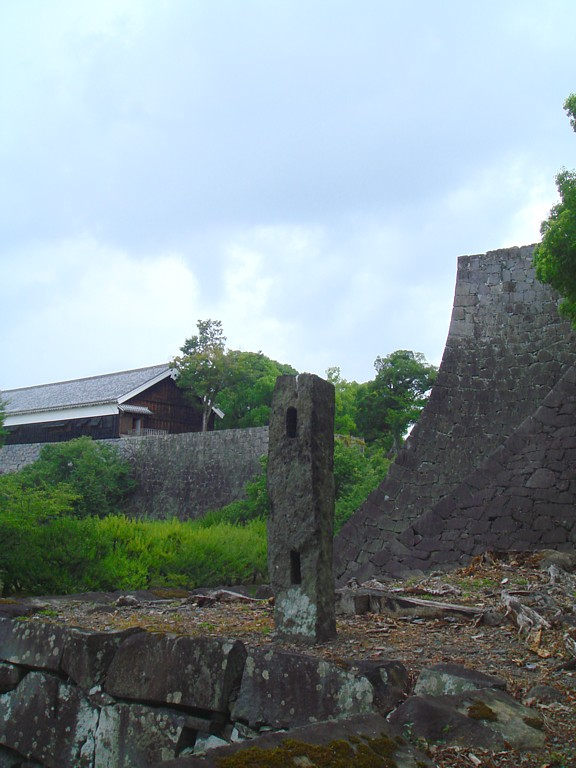
塀本体を失った控え柱（熊本城東竹の丸）
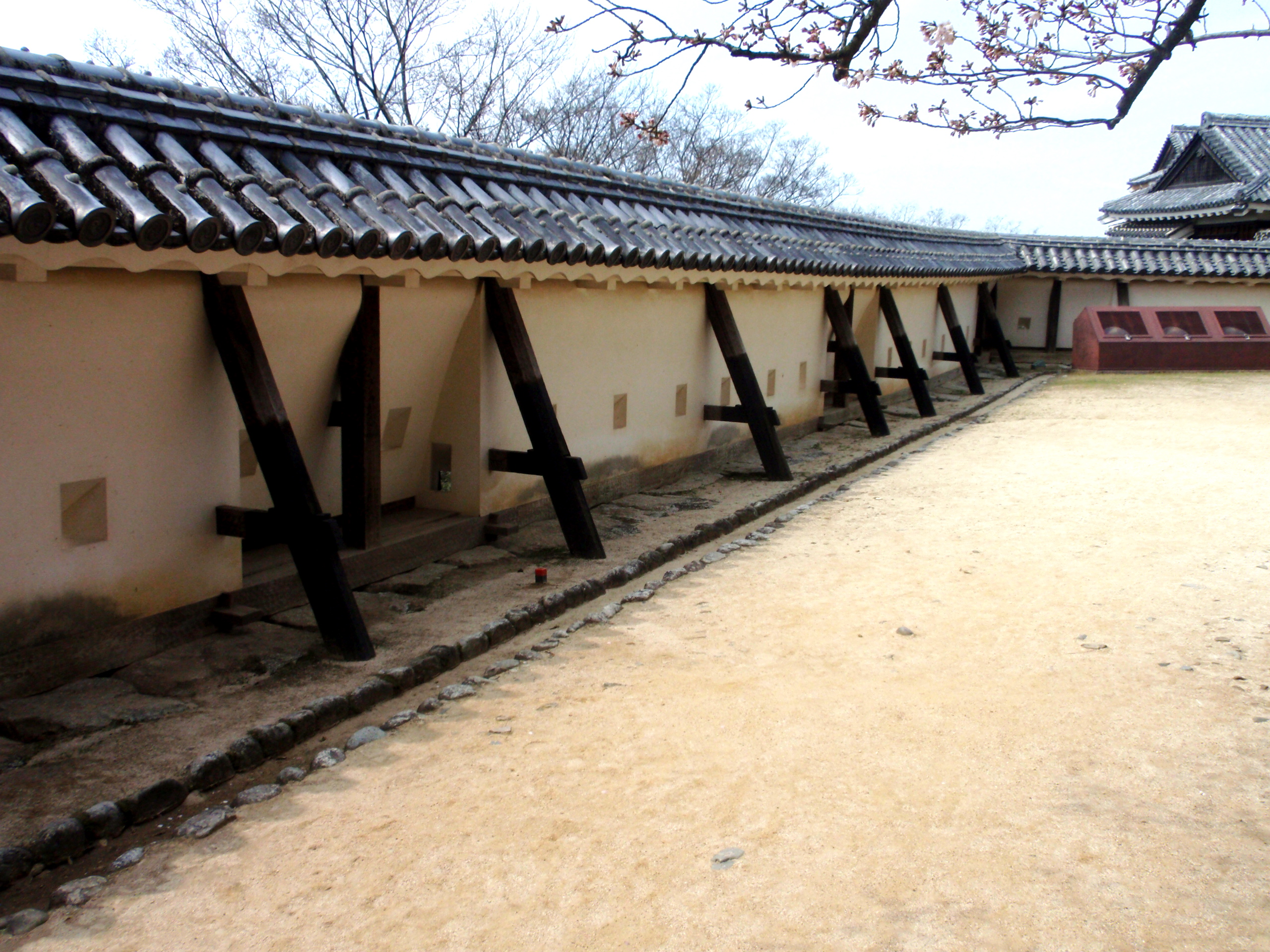
内側。控え柱が塀本体を突っ張るようにして支えている（伊予松山城）
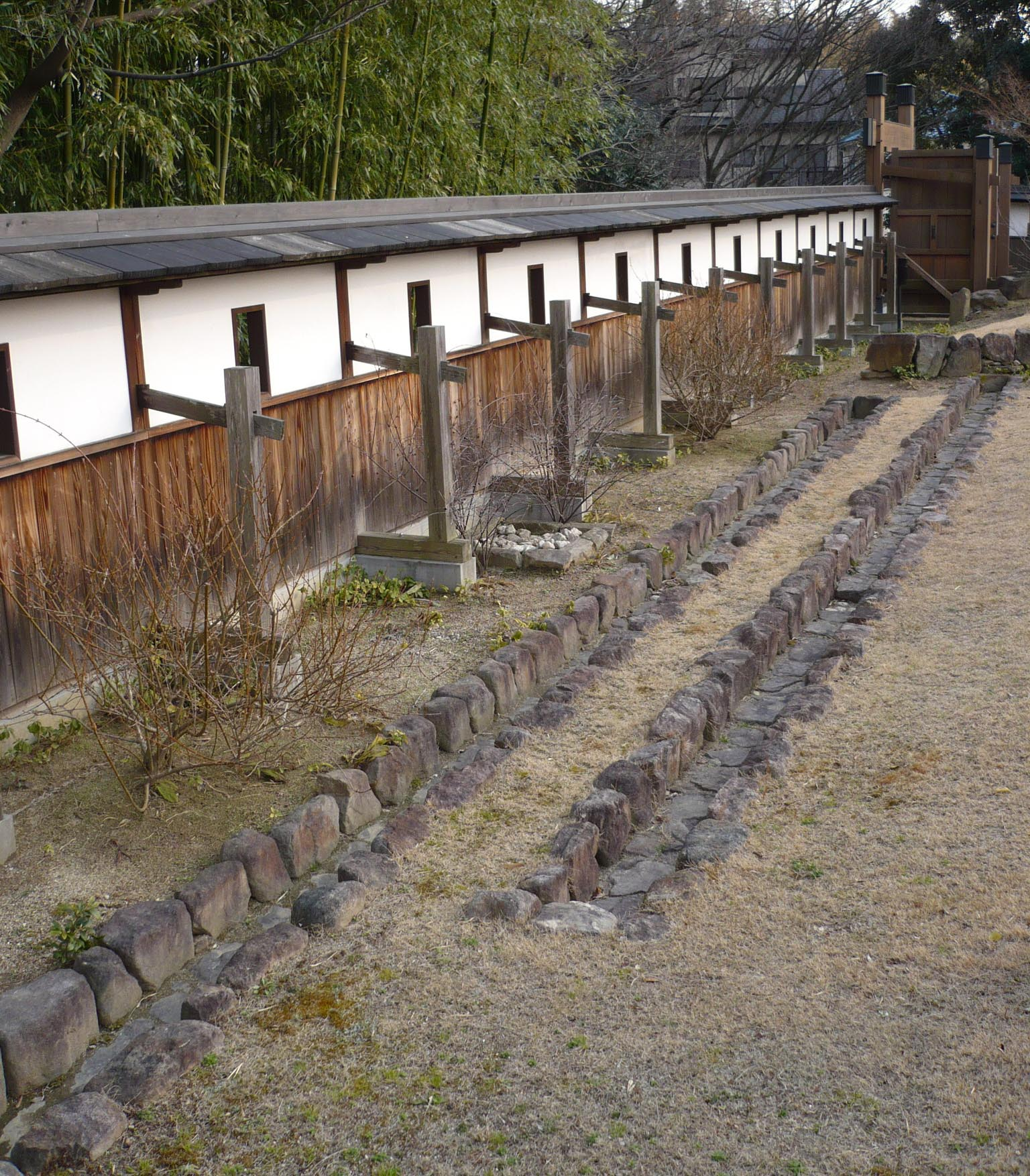
内側。池田城模擬塀
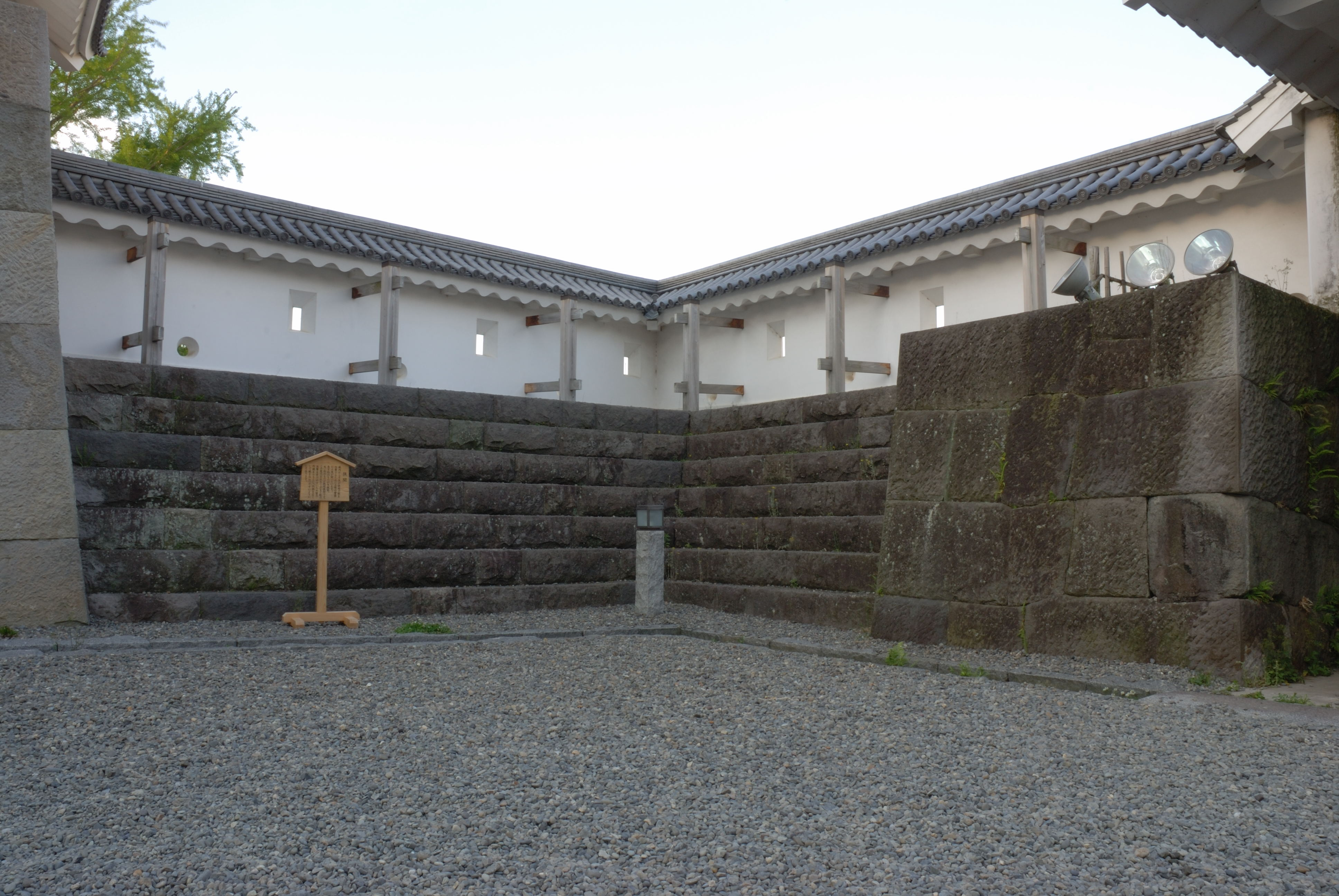
駿府城復興塀

#### 骨組みのない土塀
骨組みのない土塀は、壁土の中に使用済みの瓦や小石、砂利などを入れて固めたものが主流である。「練塀」や「太鼓塀」とよばれる。この形状の土塀は姫路城に現存例が多く、復元物では臼杵城の鐙坂などに見られる。一方、レンガのように土を固めたものを積み重ねて造ったものが備中松山城に現存する。何れも漆喰を表面に塗って仕上げ、壁の厚さは1尺（約300ミリメートル）以上ある。
特殊な練塀では、名古屋城二の丸に「南蛮練塀」（なんばんねりべい）というものがあるが、砂と砂利に石灰、油などを混ぜて強固に固めた「南蛮たたき」とよばれる手法によって造られたものである。現在も二の丸北面に一部が現存する。
また、中近世の城郭では類例が「油塀」と呼ばれる姫路城のもの1棟しか確認されていないが、築地塀もある。

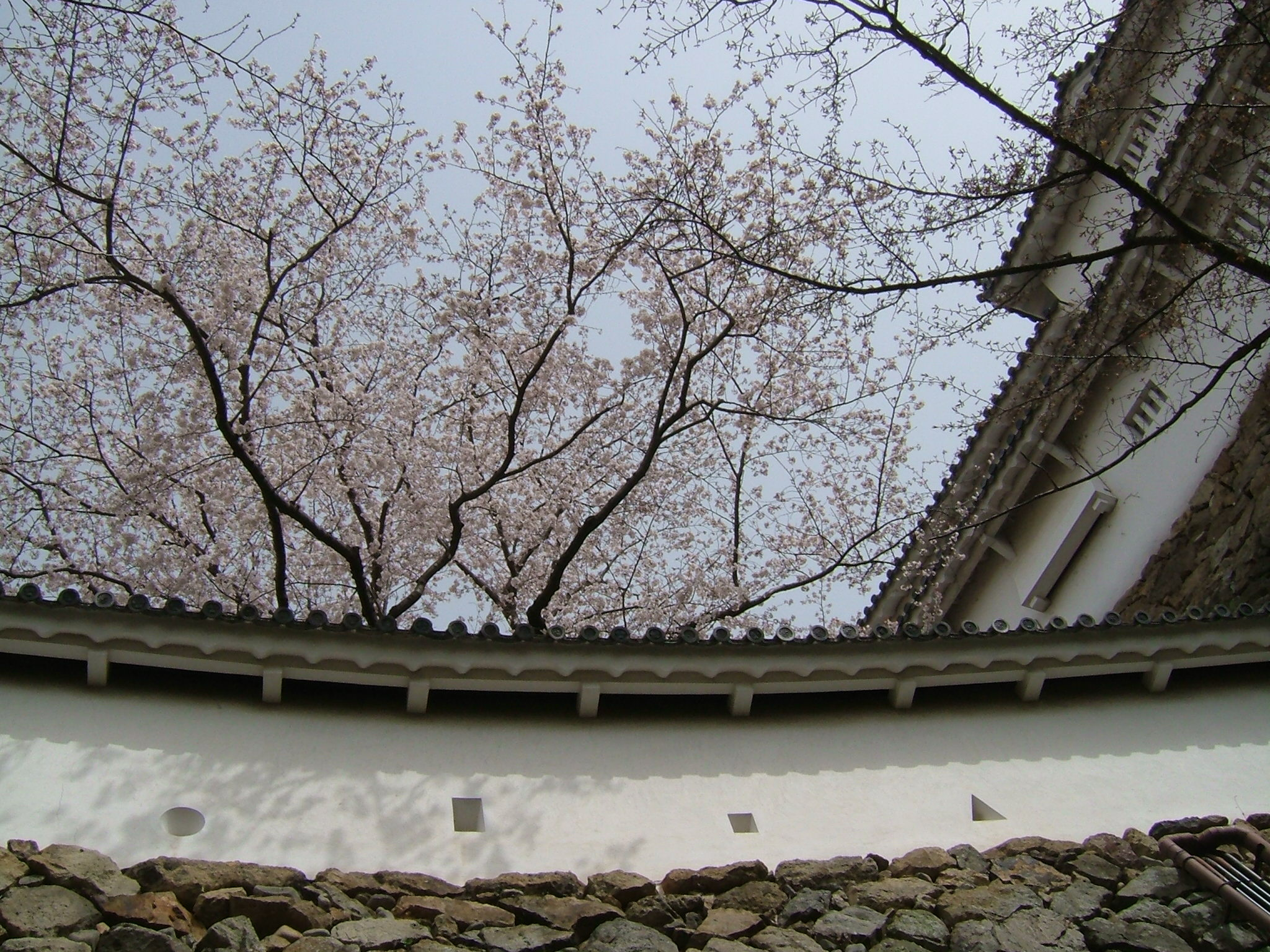
外側（姫路城）
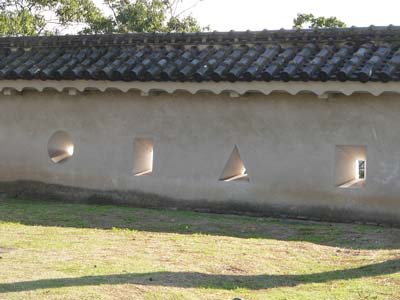
内側（姫路城）
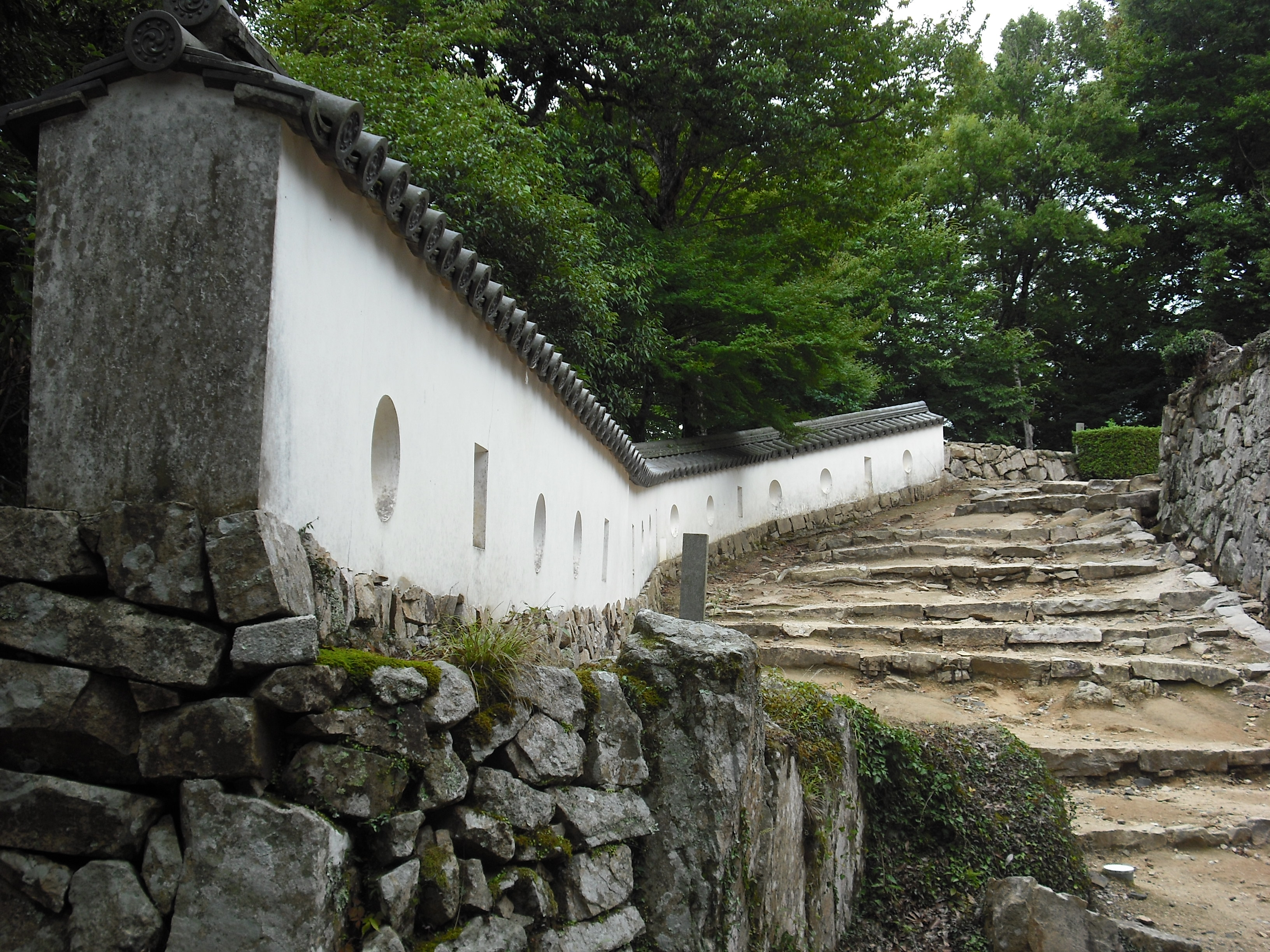
塀の妻側（備中松山城三の平櫓東土塀）
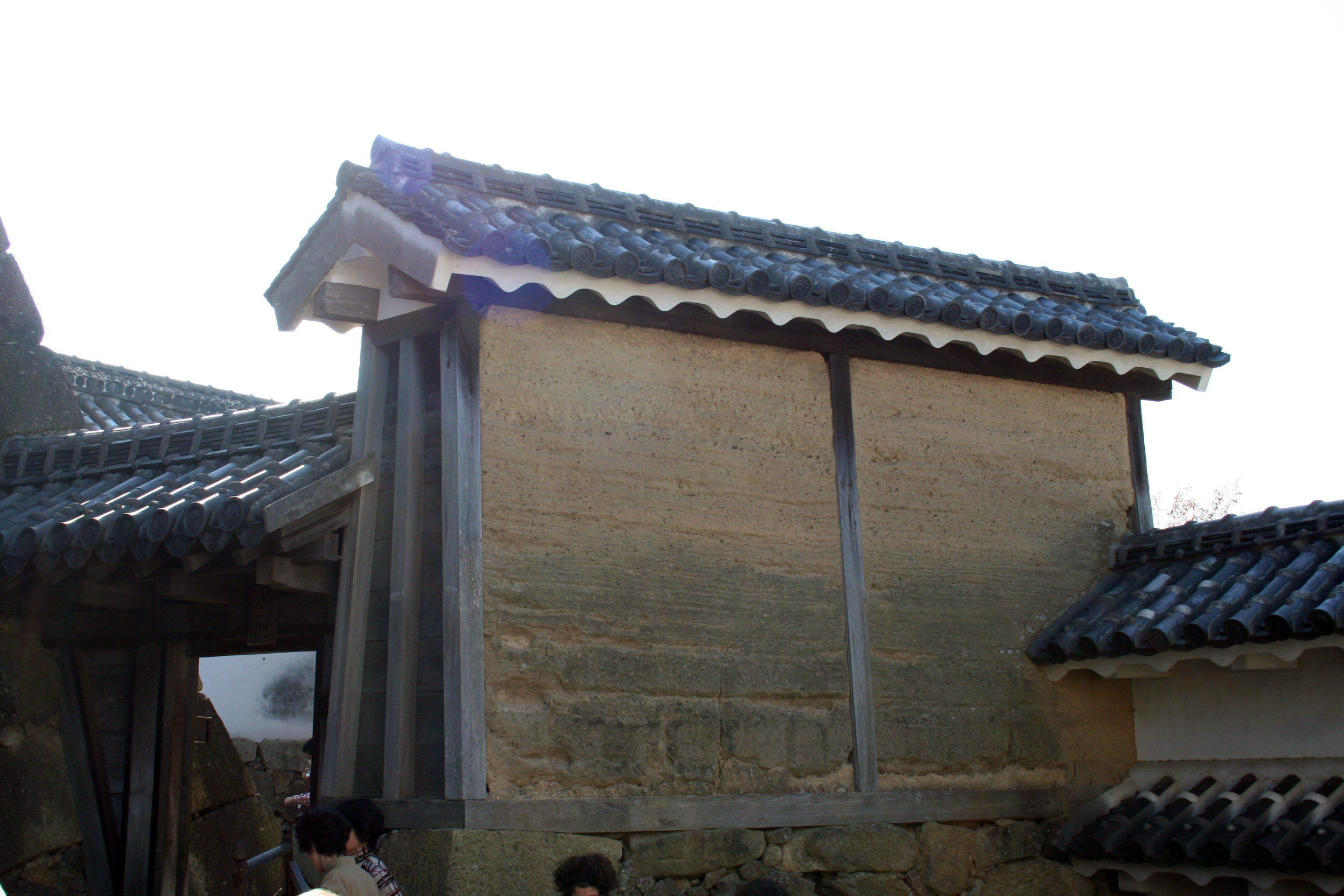
城の築地塀（姫路城油塀）
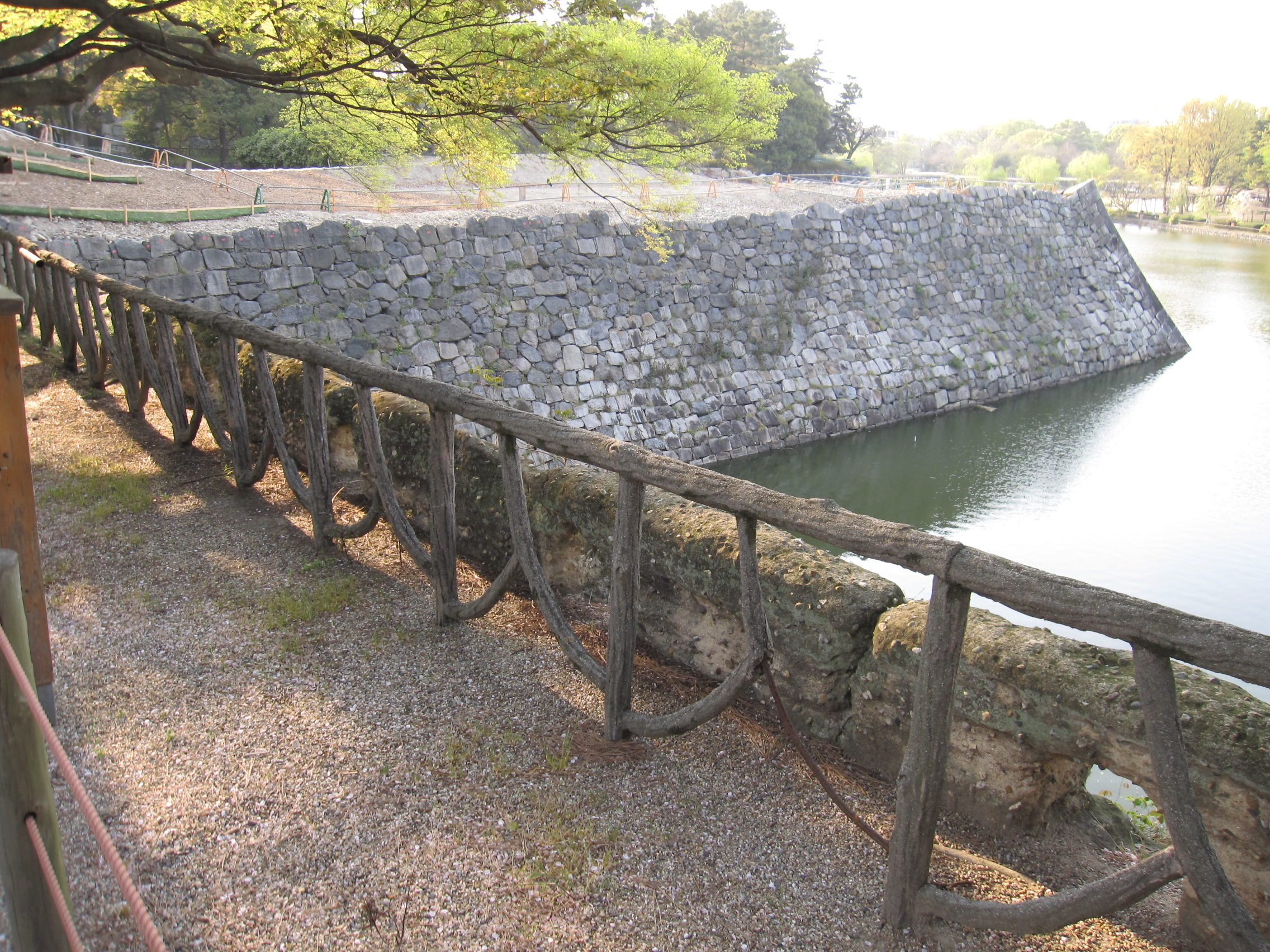
南蛮練塀（名古屋城二の丸）